# Agerinia
Agerinia — рід адапіформних приматів, що жили в Європі й Пакистані в ранньому еоцені. Скам'янілості були знайдені у формаціях Гре-д'Асіньян, Лігніти де Суассонаї та Калькар-д'Агель у Франції, у формаціях Корса та Есканілья в Іспанії та у формації Кулдана в Пакистані.